# 尹弘
尹弘（1963年6月24日—），浙江湖州人，出生于上海，中华人民共和国政治人物。1985年7月参加工作，中国共产党党员。上海工业大学金属材料及冶金工程系金相专业毕业，大学学历，工法双学士学位。曾任上海市委常委兼秘书长、河南省人民政府省长、中共甘肃省委书记、甘肃省人大常委会主任等职务，现任中共江西省委书记、江西省人大常委会主任。是中共第十九届中央候补委员、第二十届中央委员。

## 生平

### 早年经历
尹弘毕业于上海市市北中学。1981年9月，考入上海工业大学金属材料及冶金工程系金相专业学习。
1985年7月毕业后留校工作，任上海工业大学团委宣传部部长，副书记，党委办公室秘书。期间，1986年至1988年在上海交通大学社会科学及工程系马列主义原理专业在职学习，获法学学士学位。
1989年9月升任上海工业大学团委书记。1993年，到美国南伊利诺伊大学做一年访问学者。
1994年5月，上海工业大学、上海科技大学、上海大学、上海科技高等专科学校合并组建为新的上海大学，尹弘继续担任新组建的上海大学团委书记。

### 上海市
1994年12月，尹弘进入政界，调任上海市计划委员会办公室副主任（其在上海工业任职时的校领导徐匡迪，亦于1989年至1992年担任市计委领导）。1996年6月，升任松江县副县长（正处级）。1998年7月，调任长宁区副区长。2001年4月，任长宁区区委副书记、副区长。
2001年7月，38岁的尹弘作为上海第三批干部援藏，担任西藏自治区日喀则地委副书记、上海市第三批援藏干部联络组组长。援藏期间，尹弘受到严重的高原反应影響，以及伴随而来的头痛，失眠等症状，仅一年后头发便已斑白。此後尹弘在西藏各地调研跑了12万公里。
2004年7月，结束援藏的尹弘回到上海，担任闸北区委副书记、代区长、区长。2008年5月，出任上海市人民政府副秘书长。
2012年5月，尹弘任中共上海市委常委，6月兼任市委秘书长，期间服务俞正声和韩正两任上海市委书记。
2017年2月，任中共上海市委副书记。3月，不再兼任市委秘书长，5月起，兼任上海市委党校校长和中国浦东干部学院第一副院长，2017年10月，他在中国共产党第十九次全国代表大会上当选中国共产党第十九届中央委员会候补委员。2019年3月起，兼任中共上海市委政法委书记。

### 河南省
2019年11月30日，尹弘轉任中共河南省委副书记、省政府党组书记，接替前省长陈润儿（已于10月25日调任宁夏回族自治区党委书记）的工作。12月6日，河南省十三届人大常委会第十四次会议决定任命尹弘为河南省人民政府副省长、代省长，晋升正部级，亦被补选为第十三届全国人大代表。2020年1月14日，正式当选河南省省长。
尹弘上任后不久，就遭遇新型冠狀病毒疫情。面对疫情，尹弘领导的河南省政府采取了严格的管控工作，在疫情初期便开始执行禁售活禽、指定定点医院、排查重点人群、免费办理退票等措施。期间河南省境内多地执行抗疫命令，诞生一系列强硬的抗疫举措。如村口设置劝返点、村民动用渣土车挖壕沟封锁通往湖北道路、村长“硬核”喊话村民不要外出，以及挂出“带病返乡，不肖子孙”标语等一系列实际措施。“来抄河南的作业”一度登上新浪微博热搜，网络上“如何偷走河南省长”甚至成为热梗。2020年1月22日。尹弘在河南省疾控中心调研时，甚至直接表明：“疫情防控期间，联防联控机制负责人可以代表省委、省政府部署相关工作。”

### 甘肃省
2021年3月，尹弘调任中共甘肃省委书记，次月补选为甘肃省人大常委会主任。2022年10月，他在中共二十大上当选中共中央委员。

### 江西省
2022年12月7日，调任中共江西省委书记。2023年1月15日，当选江西省人民代表大会常务委员会主任。